# Дементьев, Илья Дмитриевич
Илья Дмитриевич Дементьев (род. 2 августа 1983) — российский хоккеист, нападающий.
Воспитанник петербургского СКА. Недолгую профессиональную карьеру провёл во второй команде в первой лиге. В сезоне 2000/01 сыграл единственный матч в Суперлиге: основной состав СКА улетел в США на матчи со студенческими клубами, и 9 декабря в гостевой игре с новокузнецким «Металлургом» (0:13) вышли дублёры.
С сезона 2008/09 игрок любительской Санкт-петербургской хоккейной лиги, член «Зала Славы СПбХЛ».